# Міахадас
Міахадас (ісп. Miajadas) — муніципалітет в Іспанії, у складі автономної спільноти Естремадура, у провінції Касерес. Населення — 10 323 особи (2010).
Муніципалітет розташований на відстані близько 230 км на південний захід від Мадрида, 55 км на південний схід від Касереса.
На території муніципалітету розташовані такі населені пункти: (дані про населення за 2010 рік)
- Алонсо-де-Охеда: 384 особи
- Касар-де-Міахадас: 328 осіб
- Міахадас: 9611 осіб

## Демографія
Динаміка населення (INE ):

## Галерея зображень

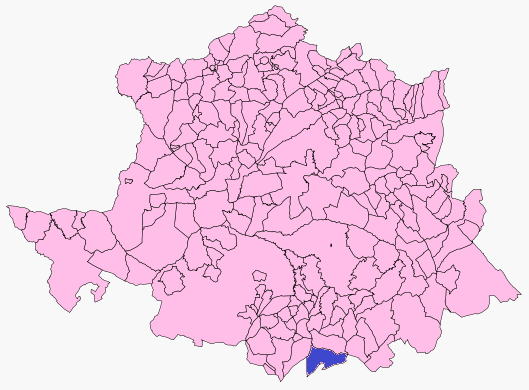
Розташування муніципалітету у провінції Касерес